# Zigeunerkind
Zigeunerkind is de Nederlandse titel van een boek (Gypsy Boy) dat geschreven is door Mikey Walsh. Het boek werd in 2011 in het Nederlands vertaald. Het is autobiografisch en vertelt over hoe het hoofdpersonage in een zigeunerfamilie uit de kast komt.

## Inhoud
De hoofdpersoon groeit op in de gesloten Romagemeenschap in Engeland. Hij voelt zich niet thuis in het harde, gewelddadige gezin, waarin hij opgroeit. In de Romagemeenschap is het vechten met de blote vuist gemeengoed, waaraan geen man zich kan onttrekken. Het autobiografische boek geeft een ruime blik op de gesloten wereld van dit volk. 

## Verder
De schrijver (Mikey Walsh is een pseudoniem) woont met zijn vriend, met wie hij getrouwd is, in Londen, waar hij toneelles geeft aan kinderen. Vijf jaar na zijn vlucht heeft hij door bemiddeling van zijn moeder, zijn vader en andere gezinsleden kunnen ontmoeten. Onlangs is in het Engels een tweede boek verschenen (Gypsy Boy on the Run).